# اسپاولدینگ (اکلاهما)
اسپاولدینگ(به انگلیسی: Spaulding) شهری در ایالت اکلاهما کشور ایالات متحده آمریکا است که جمعیت آن در سرشماری سال ۲۰۱۰ میلادی، ۱۷۸ نفر بوده‌است.